# 송준평
송준평(宋俊平, 1996년 7월 29일 ~ )은 대한민국의 전직 축구 선수로 포지션은 수비수였으며 배우 송강호의 아들로도 잘 알려져 있다.

## 축구인 경력
- 수원 삼성 블루윙즈 -

2017년 입단한 첫해에는 여느 신인선수와 같이 R리그에서 주로 활약하였다.
2018년 코치진에 의해 등번호 2번을 부여받았다. 1군 콜업이 주 이유라고 밝혀져 팬들의 많은 기대를 모았지만 2018년 시즌에도 결국 1군무대는 밟지 못했다.
2019시즌 종료 후 잦은 부상을 이유로 은퇴를 선언했다.

## 학력
- 매탄중학교
- 매탄고등학교
- 연세대학교